# Moengotapoe
Moengotapoe est un ressort situé dans le district de Marowijne, au Suriname. Au recensement de 2012, sa population était de 579 habitants.
C'est le lieu de naissance de Ronnie Brunswijk, un bushinenge qui a dirigé l'Armée de libération du Suriname, plus connue sous le nom de Jungle Commando, dans une guerre civile de 1986 à 1990 visant à la reconnaissance et à l'amélioration des conditions des Bushinenges dans le pays. Il a également cherché à renverser le gouvernement militaire au pouvoir.

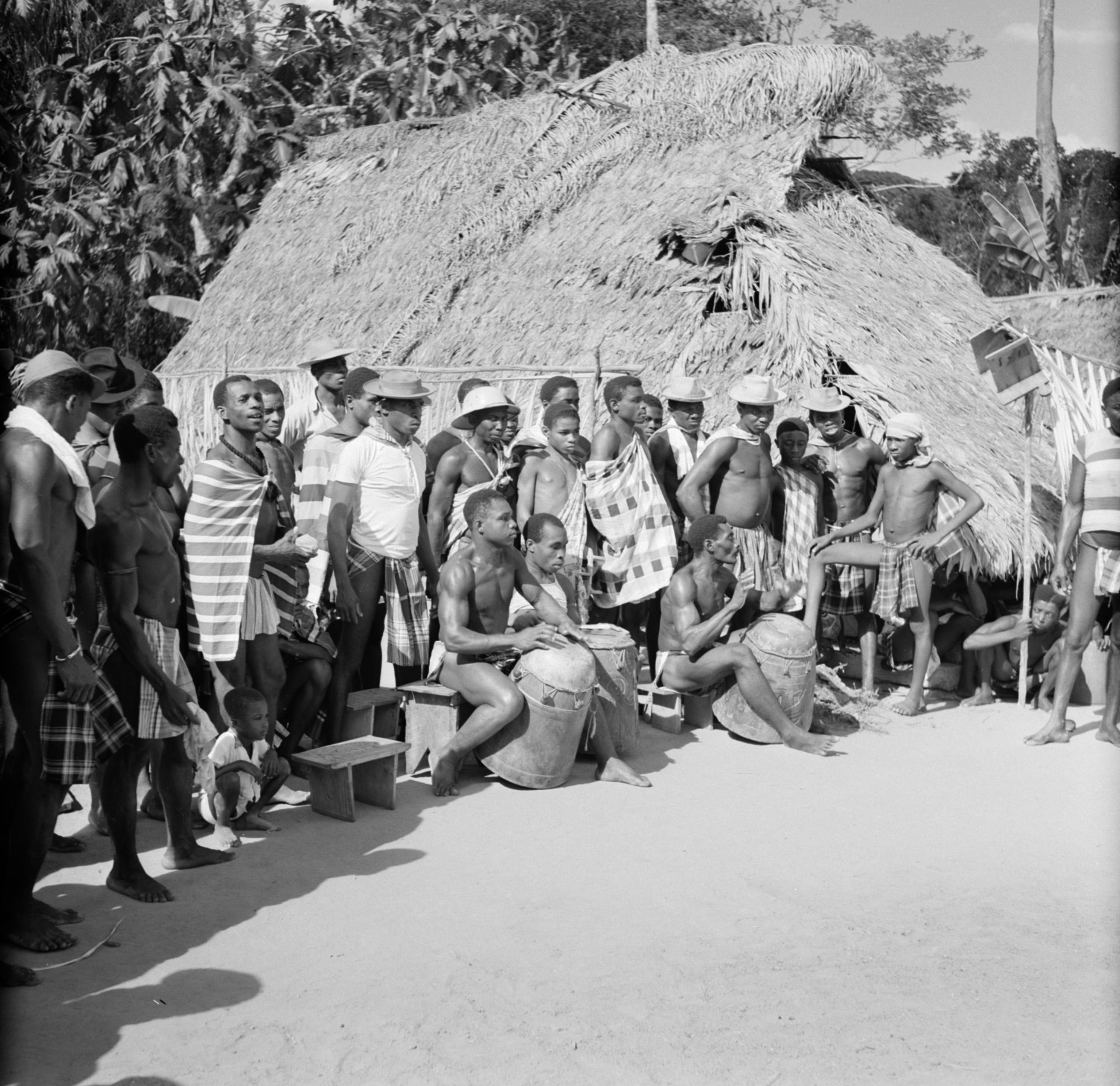
Moengotapoe (1955)